# Isla de la Jatte

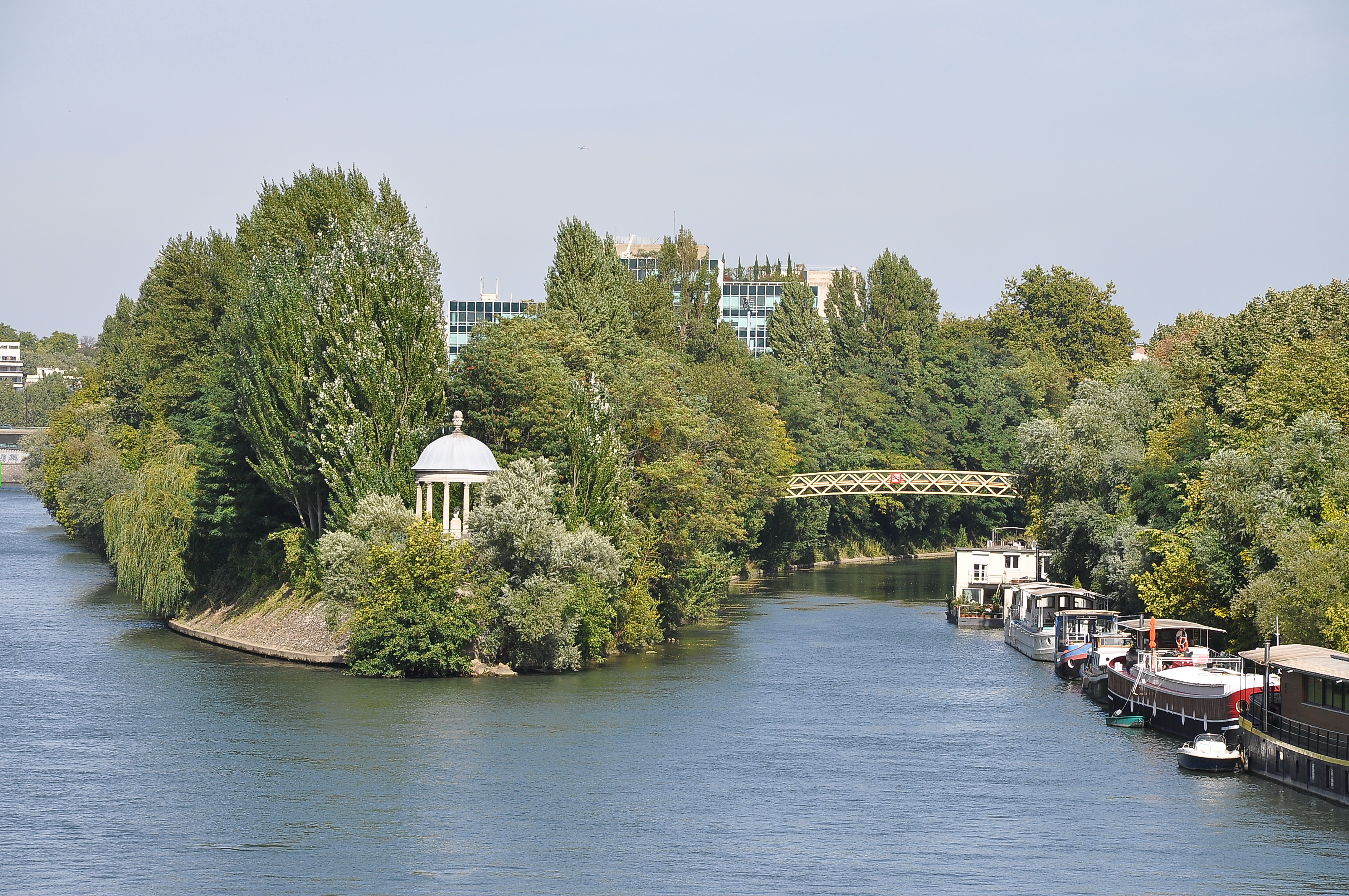
Vista de la isla de la Gran Jatte desde el puente Neuilly.

Cuadro de Seurat Tarde de domingo en la isla de la Grande Jatte

La isla de la Jatte o isla de la Grande Jatte es una isla en el río Sena, ubicada en el departamento de Hauts-de-Seine, y compartida entre las comunas de Neuilly-sur-Seine y Levallois. Se encuentra a las puertas de Paris, estando a 7 km en línea recta de Notre Dame y 3 km de la Place de l'Étoile. La isla que tiene unos 4,000 habitantes, mide unos  2 km de largo y casi 200 m de ancho en su punto máximo. Su nombre significa "Isla del Cuenco" o "Isla del Gran Cuenco".
Es conocida por ser el escenario del cuadro puntillista al óleo Un Dimanche après-midi à l'Île de la Grande Jatte (Tarde de domingo en la isla de la Grande Jatte) (1884-1886 and 1889) pintado por Georges Seurat, y también por el musical de Stephen Sondheim/James Lapine, Sunday in the Park with George.

## Historia

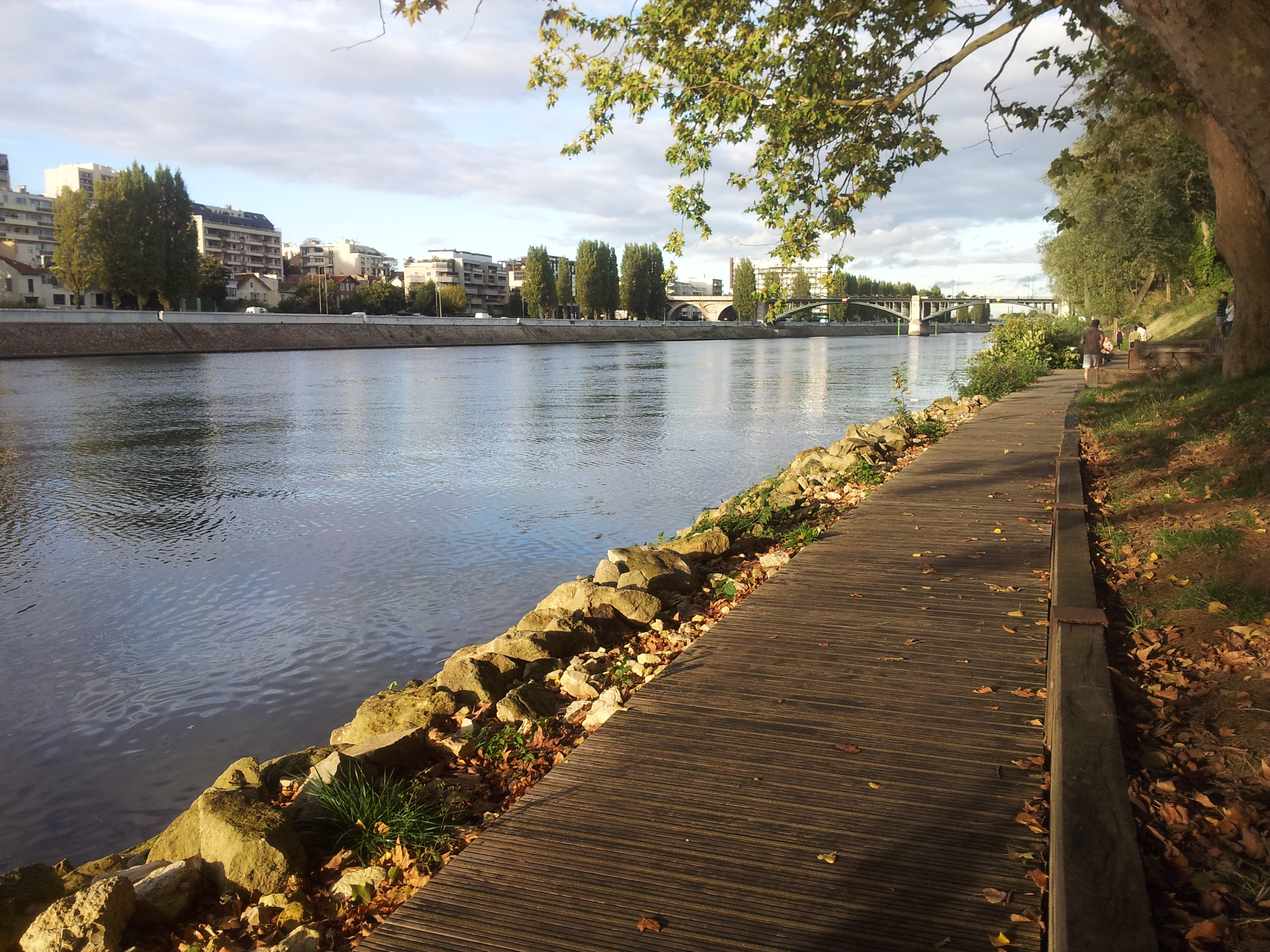
La Grande Jatte en 2011

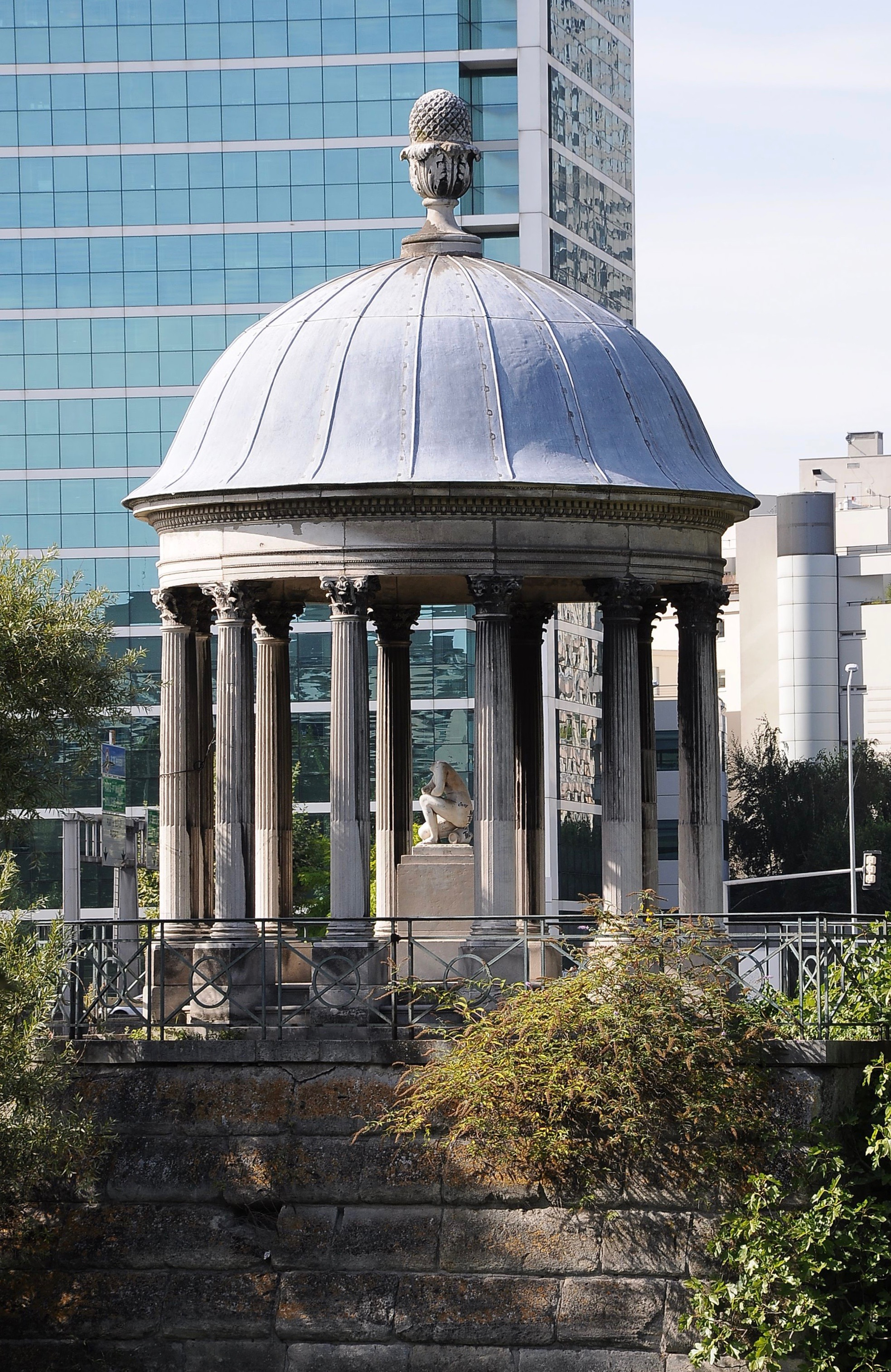
Templo del Amor en el extremo sur de la isla Jatte.

En 1818, el duque de Orleans, Luis Felipe, adquirió el Château de Neuilly para albergar a su familia de diez hijos. Compró el terreno y creó un parque que incluía la isla, accesible solo por barco. También trasladó el Temple de Mars (Templo de Marte), que su padre había encargado, desde Parc Monceau, y lo puso en el punto norte de la isla, convirtiéndolo en el Temple de amor (Templo del Amor). El templo fue trasladado al extremo sur de la isla en 1930.
Entre 1850 y 1870, Napoléon III y Barón Haussmann modificaron aún más la isla, y los artistas comenzaron a pintar allí. A finales del siglo XIX, la isla se hizo conocida por sus pintores, especialmente los impresionistas. Además de Georges Seurat, artistas como Claude Monet, Vincent van Gogh, Alfred Sisley, Charles Angrand y Albert Gleizes pintaron escenas de la isla.
Un junio del 2009, se creó una senda que recorre la isla (Île des impressionnistes), haciendo notar los puntos y escenarios capturados por cuadros impresionistas.

### Pinturas selectas
Muchos artistas han pintado L’Île de la Grande Jatte, entre ellos se destacan:
- Émile Bernard
  - Le Pont de fer d’Asnières, 1887, óleo sobre lienzo, 45.9 × 54.2 cm, Museum of Modern Art
- Albert Gleizes
  - Les Baigneuses (Las bañistas), 1912, óleo sobre lienzo, 105 x 171 cm, Musée d'Art Moderne de la Ville de Paris
  - L’Île de la Grande Jatte ou Bord de parc avec rivière animée de canots, 1907–09, pastel y tinta sobre papel, 25 × 41.5 cm, colección privada
  - L’Île de la Grande Jatte, 1908, carbonilla y gouache sobre papel, 25 × 41.5 cm, Museo Nacional de Arte Moderno (Francia)
  - La Seine près de Courbevoie, 1908, óleo sobre lienzo, 54 × 65 cm, fr
- Claude Monet
  - L’île de la Grande Jatte, 1874, óleo sobre lienzo, 50 × 70 cm, private collection
  - À travers les arbres, île de la Grande Jatte, 1878, óleo sobre lienzo, 54 × 65 cm, colección privada
  - Les rives de la Seine, île de la Grande Jatte, 1878, óleo sobre lienzo, 52 × 63 cm, Musée Marmottan
  - Printemps à l'Île de la Grande Jatte, 1878, óleo sobre lienzo, 50 × 61 cm, Galería Nacional de Noruega
- fr
  - L’Embâcle de la Seine entre Asnières et Courbevoie, 1891, pastel y grafito sobre lienzo, 51 × 90 cm, Petit Palais
- Georges Seurat
  - Baignade à Asnières, 1884, óleo sobre lienzo, 201 × 300 cm, National Gallery
  - La Seine à Courbevoie ou Paysage à la tourelle, 1884, óleo sobre lienzo, 15.5 × 24.5 cm, Museo Van Gogh
  - Un dimanche après-midi à l'Île de la Grande Jatte,  1884–86, óleo sobre lienzo, 207.5 × 308.1 cm, Art Institute of Chicago
  - Temps gris, Grande-Jatte, 1886, óleo sobre lienzo, 70.5 × 86.4 cm, Metropolitan Museum of Art
  - Le Pont de Courbevoie,  1886–87, óleo sobre lienzo 46.4 × 55.3 cm, Courtauld Gallery
  - La Seine à la Grande Jatte, 1888, óleo sobre lienzo, 65 × 81 cm, Museos Reales de Bellas Artes de Bélgica
- Alfred Sisley
  - L’Île de la Grande Jatte, 1873, óleo sobre lienzo, 50 × 65 cm, Musée d'Orsay

- Vincent van Gogh

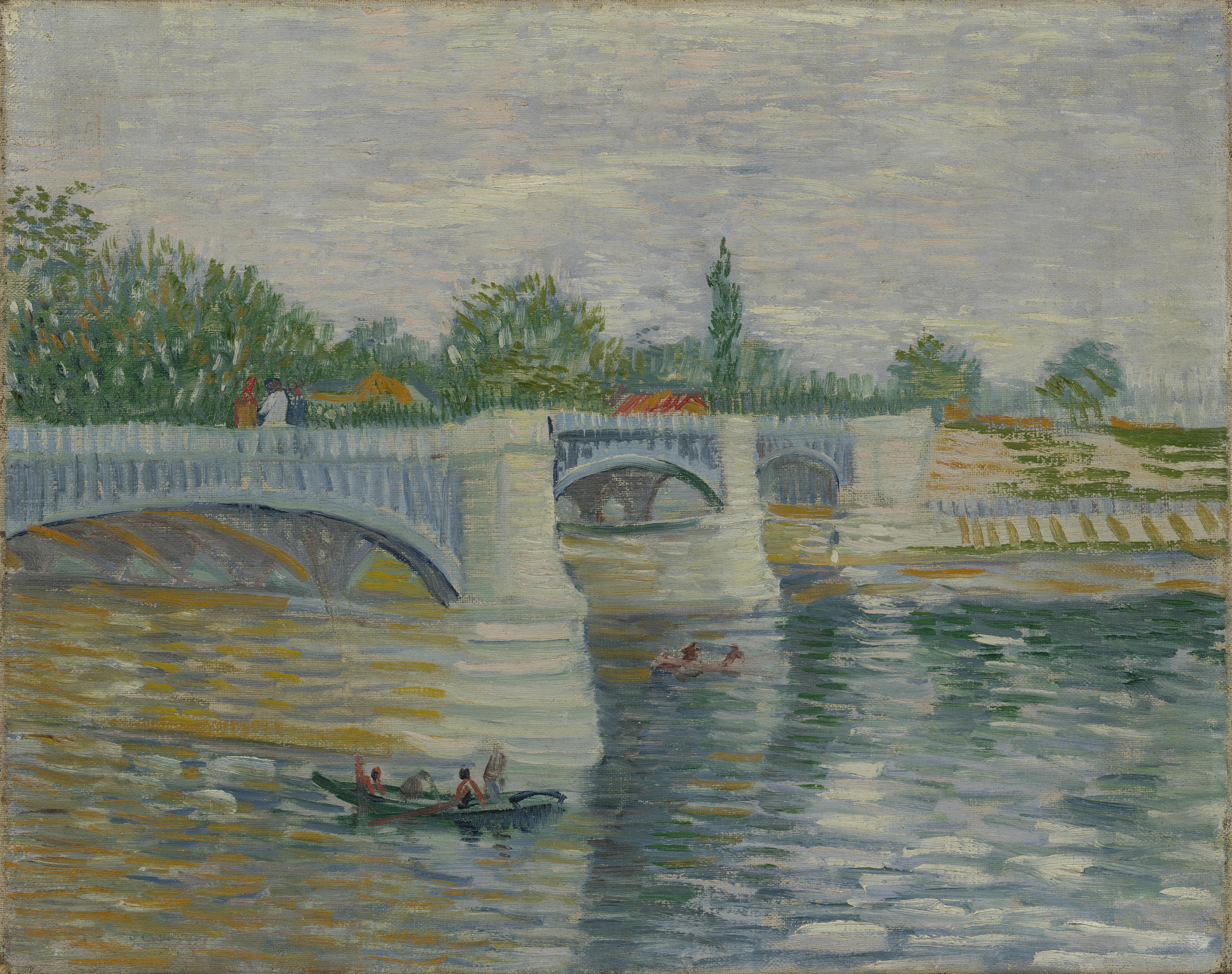
Vincent van Gogh, La Seine et le pont de la Grande Jatte, 1887

  - La Seine et le pont de la Grande Jatte, 1887, óleo sobre lienzo, 32 × 40.5 cm, Museo Van Gogh
- Pierre Bonnard
  - Les travailleurs à la Grande Jatte, c. 1916–20, óleo sobre lienzo, 130 x 160 cm, Museo Nacional de Arte Occidental